# Agente H.A.R.M.
Agente H.A.R.M è un  film del 1966, diretto da Gerd Oswald.

## Trama
Narra di un agente che lavora per un'organizzazione (H.A.R.M. ) che deve proteggere il professore russo Jan Steffanic che dopo aver creato una nuova arma cerca anche di creare un sistema che ne contrasti gli effetti.